# Четиринадесета македонска младежка ударна бригада „Димитър Влахов“
Четиринадесета македонска народоосвободителна младежка ударна бригада „Димитър Влахов“ е комунистическа партизанска единица във Вардарска Македония, участвала в така наречената Народоосвободителна войска на Македония.
Създадена на 17 септември 1944 година в беровското село Митрашинци. Състои се от 700 младежи от района на Берово, Царево село (Делчево), Кочани, Радовиш и Щип. Наречена е в чест на Димитър Влахов. В бригадата участва българския партизанин Васил Василев първоначално като политически комисар на чета, а след това като заместник-политически комисар на батальон. Бригадата е в състава на петдесета македонска дивизия на НОВЮ. Частите и се сражават с немските сили при Виница, Градец и Зърновци. Води боеве и в района на Делчево, Щип, на жп линията Щип-Велес и направлението Кочани-Щип. Между 12 и 22 октомври води битки при Горни Балван, Долно Трогeрци, Кочани, Градец и Блатец. След това освобождава Скопие заедно с други партизански единици и е вкарана в рамките на Четиридесет и втора македонска дивизия на НОВЮ. През януари 1945 година бригадата получава статут на ударна и е прехвърлена към Четиридесет и осма македонска дивизия на НОВЮ и там участва в пробива на Сремския фронт. След това води боеве при Винковци, Славонска Пожега и Загреб. След като освобождава градовете прочиства районът на Словения от остатъци на немски сили и местни колаборционистки сили.

## Участници[2]
- Димитър Марляновски – Осоговски – командир (от 17 септември 1944 до 23 април 1945)
- Боро Поцков – командир (от 23 април 1945 до края на бойните действия)
- Атанас Атанасов, заместник-командир (от 17 септември 1944 до 3 октомври 1944)
- Ристо Карталов, заместник-командир (от 3 октомври 1944 до март 1945)
- Стоян Захариев, заместник-командир (от март 1945); началник-щаб (от 3 октомври 1944)
- Боро Чаушев, политически комисар (от 17 до 30 септември 1944)
- Йордан Илиев (Лазовски) – Цвайот – политически комисар (от 3 октомври 1944)
- Петър Пепелюговски, политически комисар (до 10 април 1945)
- Тодор Атанасовски, политически комисар (от 10 април 1945 до края на бойните действия)
- Васко Златев – Шильо, заместник-политически комисар (от 17 септември 1944)
- Лазо Угоров, заместник-политически комисар (от 3 октомври 1944)
- Видое Гуричкович или Жаркович, заместник-политически комисар (от март 1945)
- Васил Василев, заместник-политически комисар на батальон.
- Ванчо Щериевски – началник-щаб (от 17 септември 1944)
- Евстати Тасковски – началник-щаб (до 23 април 1945)
- Боро Митровски – началник-щаб (от 23 април до края на бойните действия)